# Karivali
Karivali is een census town in het district Thane van de Indiase staat Maharashtra. 

## Demografie
Volgens de Indiase volkstelling van 2001 wonen er 12933 mensen in Karivali, waarvan 77% mannelijk en 23% vrouwelijk is. De plaats heeft een alfabetiseringsgraad van 71%. 